# Felix Scheidweiler
Felix Scheidweiler (* 22. Januar 1886 in Mönchengladbach; † 11. Oktober 1958 in Köln-Lindenthal) war ein deutscher Klassischer Philologe.

## Leben
Felix Scheidweiler, der Sohn eines Bahnbeamten, besuchte bis 1904 das Marzellengymnasium und studierte darauf Klassische Philologie und Germanistik an der Universität Berlin und der Universität Bonn. Er wurde Mitglied des Akademisch-Philologischen Vereins Berlin und des Philologischen Vereins Bonn im Naumburger Kartellverband. Im November 1908 legte er das Staatsexamen für das höhere Lehramt ab und wurde kurz darauf zum Dr. phil. promoviert. Seine Doktorarbeit war eine Sammlung der Fragmente des hellenistischen Schriftstellers Euphorion.
Nach dem Studium arbeitete Scheidweiler im Schuldienst. Zunächst absolvierte er das Seminar- und das Probejahr am Friedrich-Wilhelms-Gymnasium zu Köln, wo er zum 1. April 1911 als Hilfslehrer angestellt wurde. Zum 1. Oktober wechselte er als Oberlehrer an das Gymnasium Neuwied. Ab 1921 unterrichtete er als Studienrat am Gymnasium zu Köln-Mülheim und nebenamtlich als Lehrbeauftragter am Institut für Altertumskunde der Universität zu Köln. 1949 wurde er zum Schulleiter ernannt. Nach seinem Eintritt in den Ruhestand lehrte er von 1955 bis zu seinem Tod als Honorarprofessor für Geschichte der spätgriechischen Literatur an der Universität Bonn.
Scheidweilers Forschungsarbeit war vor allem der griechischen Literatur gewidmet. Er veröffentlichte Aufsätze und kleinere Abhandlungen zu den Kirchenvätern und gab nach dem Zweiten Weltkrieg mehrere Tragödien des Euripides heraus. Im Auftrag der Deutschen Akademie der Wissenschaften zu Berlin bearbeitete er die Kirchengeschichte des Theodoret nach der Ausgabe von Léon Parmentier.

## Schriften (Auswahl)
- Euphorionis fragmenta. Bonn 1908
- Die Entstehung und sagengeschichtliche Bedeutung des Seifridsliedes. Neuwied 1914
- Euripides / Hippolytos. Text. Paderborn 1949
- Euripides / Die Troerinnen. Text. Paderborn 1949
- Theodoret / Kirchengeschichte. Zweite Auflage. Berlin 1954
- Euripides / Hippolytos. Erläuterungen. Paderborn 1957
- Euripides / Die Troerinnen. Text. Paderborn 1958